# Petalocephala enigmoides
Petalocephala enigmoides är en insektsart som beskrevs av Evans 1969. Petalocephala enigmoides ingår i släktet Petalocephala och familjen dvärgstritar. Inga underarter finns listade i Catalogue of Life.